# Henri Weil
Henri Weil (Francoforte sul Meno, 27 agosto 1818 – Parigi, 5 novembre 1909) è stato un filologo classico tedesco.
Nel 1846 giunse in Francia, ove insegnò dapprima a Strasburgo (1846-1849) e poi a Besançon (1849-1876). Ebbe una lunghissima carriera di docente alla Sorbona di Parigi (1876-1909). Tra le sue opere sono da ricordare De l'Ordre des Mots dans les Langues Anciennes Comparées aux Langues Modernes (Paris, 1844; 3d ed. 1879); De Tragædiarum Græcarum cum Rebus Publicis Conjunctione (with L. Beuloew, Paris and Berlin, 1845); Théorie Générale de l'Accentuation Latine (ib. 1855); and Etudes sur le Drame Antique (ib. 1897).